# Ведьмак 3: Дикая Охота
«Ведьма́к 3: Дикая Охота» (пол. Wiedźmin 3: Dziki Gon, англ. The Witcher 3: Wild Hunt) — компьютерная игра в жанре action/RPG, разработанная и изданная польской студией CD Projekt RED. Изначально игра была выпущена 19 мая 2015 года на Windows, PlayStation 4 и Xbox One, затем 15 октября 2019 года на Nintendo Switch, а 14 декабря 2022 года — на PlayStation 5 и Xbox Series X/S. Является продолжением игр «Ведьмак» (2007) и «Ведьмак 2: Убийцы королей» (2011). Это третья игра, действие которой происходит в литературной вселенной книжной серии «Ведьмак», созданной польским писателем Анджеем Сапковским, а также последняя, которая повествует о приключениях Геральта из Ривии.
Игра в стиле фэнтези, мир которой основан на славянской мифологии, повествует о ведьмаке Геральте из Ривии, охотнике на чудовищ, чья приёмная дочь Цири находится в опасности, будучи преследуемой Дикой Охотой — загадочной потусторонней силой, тайна которой раскрывается по ходу игры. Многие детали сюжета отсылают к книгам, написанным Сапковским, но сюжет остаётся связанным с первыми двумя частями и подводит итог трилогии, начатой первой игрой, вышедшей восемью годами ранее. В отличие от предыдущих игр, действие «Ведьмака 3» происходит в открытом мире и фокусируется на использовании боевых и детективных навыков Геральта для выполнения заказов и изучения окружающей среды. Всё это — часть многоуровневого основного квеста со множеством второстепенных миссий, который может быть пройден с 36 различными концовками. Игра была разработана за три с половиной года с бюджетом, близким к бюджетам AAA-игр больших западных студий. Её создатели хотели подтвердить способность европейских студий разрабатывать качественные ролевые игры, в то время как игра всё дальше и дальше отходит от канонического сюжета литературной саги «Ведьмак», пользующейся большой популярностью в Польше.
Игра получила единодушное признание публики и критиков, а также колоссальный коммерческий успех. Она завоевала рекордное количество наград «Игра года» и считается новым эталоном жанра, постоянно используемым игроками и профессионалами индустрии в качестве образца для оценки качества новых action/RPG-игр. На 2023 год совокупные продажи «Ведьмака 3» на всех платформах превысили 50 миллионов копий. В октябре 2015 года и мае 2016 года были выпущены два дополнения: «Каменные сердца» и «Кровь и вино», а летом 2017 года была запущена видеоигра, полностью посвящённая карточной мини-игре гвинт — «Гвинт: Ведьмак. Карточная игра».

## Игровой процесс

### Общее
«Ведьмак 3: Дикая Охота» — компьютерная игра от третьего лица в жанре action/RPG. Игрок играет за Геральта из Ривии, охотника на чудовищ, работающего по заказу. В игре существует очень большое количество разных видов чудовищ; при создании этого бестиария использовались мифология разных стран, восточноевропейский фольклор и эзотерика. Помимо бега и боя с применением оружия и заклинаний, Геральт впервые в серии имеет возможность ездить верхом, прыгать, переступать или преодолевать препятствия, подниматься на уступы, плавать и плавно скатываться по склонам.
Его боевой арсенал включает в себя бомбы с различными эффектами, арбалет и два меча, один из которых изготовлен из стали, а другой — из серебра; первый из них наносит больший урон людям и животным, второй — чудовищам. В бою Геральт может выбирать: наносить тяжёлые, но более медленные удары, или использовать более быстрые атаки, но наносить меньший урон; он также может уклоняться от ударов или парировать ответные удары. Оружие и обмундирование изнашивается по мере использования, поэтому его нужно регулярно ремонтировать.
В дополнение к физическим атакам, у Геральта есть пять магических знаков, которые он может применять в бою: Аард, Аксий, Игни, Ирден и Квен. Аард производит телекинетический удар, который выводит врагов из равновесия и отталкивает некоторые препятствия; Аксий вызывает замешательство среди своих жертв, которые больше не могут понять, на чьей они стороне, а вне боевой ситуации может убедить персонажа выполнить определённое действие; Игни вызывает огненный взрыв; Ирден ставит ловушку у ног Геральта, которая может ослабить врагов; Квен облачает Геральта в магический щит, поглощающий урон. Эти магические знаки расходуют выносливость Геральта, которая измеряется индикатором, расположенным рядом с показателями здоровья. Магические способности Геральта могут быть усилены с помощью «мутагенов» — артефактов, вызывающих мутации, которые являются уникальными для ведьмаков и поддерживающими их естественные способности. Показатели здоровья Геральта уменьшаются, когда он получает повреждения, но он может восстановить их с помощью пищи, эликсиров или медитации. На силу повреждений и уровень защиты Геральта влияет носимое им снаряжение. На прохождение основного сюжета игры требуется около 50 часов, второстепенные квесты увеличивают это время до 100—120 часов.

### Особенности игровой механики

Скриншот игрового процесса. Геральт верхом на лошади едет по острову Ард Скеллиг. В углах экрана видны мини-карта, шкала здоровья и текущее задание

В течение игры под управлением игрока находится единственный, заранее заданный герой — ведьмак Геральт из Ривии, который путешествует по игровому миру, общается с неигровыми персонажами и выполняет различные задания, в частности, связанные с поиском сокровищ и охотой на чудовищ. В нескольких особо важных с точки зрения сюжета эпизодах игры под управление игрока попадает героиня Цири; в это время игроку недоступны многие элементы геймплея, доступные при игре за Геральта, но у Цири есть уникальные способности, такие как телепортация.
Геральту часто приходится вступать в бои с разнообразными противниками. Бои более масштабны по сравнению с предыдущими играми серии: Геральт может одновременно сражаться с пятью и более противниками. Механика боя в «Ведьмак 3: Дикая Охота» отличается от предыдущих игр серии и напоминает игры Dark Souls и Bloodborne: от игрока требуется уклоняться от атак противника или парировать удары, атаковать своевременно и точно. Шкала «выносливости» как самого Геральта, так и его противников играет важное значение в бою: действия в бою расходуют «выносливость», и опустошение шкалы делает Геральта неповоротливым и уязвимым, однако то же верно и для его врагов.
Одним из важнейших элементов игровой механики является алхимия. У игрока есть возможность, используя определённые ингредиенты, готовить так называемые «ведьмачьи эликсиры» — зелья, обладающие определённым эффектом, которым Геральт может воспользоваться при их употреблении. Ингредиенты, необходимые для приготовления эликсиров, требуются только один раз, тогда как запасы зелий восполняются при медитации. Эффекты эликсиров разнообразны: ночное видение, усиление способности к регенерации, существенная сила в бою; длительность их действия уменьшена с нескольких минут до нескольких секунд, и теперь они могут быть использованы в бою. Каждое из зелий увеличивает уровень интоксикации, превышение определённого значения которого сказывается на здоровье Геральта. Уровень интоксикации падает с течением игрового времени, а после медитации — обнуляется. Помимо этого, снизить его до нуля позволяет эликсир под названием «белый мёд», который также отменяет действие всех остальных ведьмачьих эликсиров.
У Геральта есть лошадь — кобыла по кличке Плотва, спешащая к своему хозяину, когда тот свистит. В то время как передвигаться на лошади шагом можно бесконечно, время, которое можно провести перемещаясь галопом, ограничивает показатель энергии лошади. Геральт может наносить удары оружием или стрелять стрелами, находясь на лошади, но если враги находятся поблизости, то появится полоса, указывающая на уровень тревоги Плотвы, и если она дойдёт до своего максимума, лошадь скинет Геральта. Помимо этого, можно принимать участие в конных скачках, которые доступны в виде квестов. Наконец, «Ведьмак 3» вводит систему экипировки для лошади Геральта: седло и висящий на нём трофей чудовища могут дать лошади различные бонусы, седельные сумки увеличивают размер инвентаря, а шоры уменьшают скорость заполнения показателя тревоги Плотвы при приближении к врагам.
Была пересмотрена также активность Геральта в бою: он может двигаться во время парирования атак, что больше соответствует духу драки, и уклоняться от ударов, не перемещаясь по слишком большой площади. При нападении на группу врагов искусственный интеллект последних не позволяет им беспорядочно бросаться в ближний бой. Например, некоторые остаются в стороне, оскорбляя Геральта или пытаясь поразить его из лука.
Геральт может мгновенно перейти к медитации, что позволяет пропустить некоторое время и вернуться к игре в определённый момент в цикле игрового дня, так как ход выполнения некоторых квестов меняется в зависимости от времени суток: например, волколак будет более мощным в ночное время. Когда Геральт выполняет заказ на избавление от чудовища, у него есть возможность узнать больше о нём, читая книги; это может помочь отточить знания Геральта, чтобы эффективно противостоять монстрам. Геральт также может использовать своё ведьмачье чутьё, которое позволяет ему легко отслеживать добычу, изучая окружающую среду. Чутьё Геральта помогает обнаружить предметы, которые можно поместить в инвентарь: они ярко выделяются при применении этого умения. Хотя это может быть сродни «помощи» игроку, несовместимой с игровым миром, чрезмерно развитые инстинкты Геральта объясняются контекстом игровой вселенной, поскольку игрок управляет, по сути, сверхчеловеком. Предметы, найденные в игровом мире или извлечённые из тел врагов, затем могут быть проданы купцам или использованы в рецептах; цены на покупку и продажу товаров и услуг зависят, однако, от экономического положения региона, в котором находится игрок.
Внутриигровая экономика и система управления инвентарём сложны и тщательно смоделированы. Каждой единице снаряжения присваивается значение, основанное на её защитном потенциале, показателях исцеления или урона. Любой предмет может быть продан по более высокой цене в районе, где он является редким: например, определённый сорт растения в регионе, в котором он не является эндемиком. Так, еда, легко доступная на островах Скеллиге, где уровень жизни выше по сравнению с материком, может принести существенную прибыль, если игрок попытается продать её в голодающем Велене. В случае, если игрок пытается создать несколько копий одного и того же ценного оружия подряд, купцы начинают покупать и продавать предметы только за сумму, слишком далёкую от их истинной стоимости, чтобы игрок не был несбалансированно укомплектован. Износ снаряжения, который иногда заставляет игрока выбирать между отказом от предмета или тратой денег на его ремонт, также призван регулировать доступные в игре деньги. Сбор компонентов не ограничен по количеству наименований, но ограничен по весу, за исключением ингредиентов, необходимых для занятий алхимией, — они могут накапливаться в неограниченных количествах для будущего использования.
В каждом населённом пункте установлены указатели, позволяющие Геральту быстро перемещаться из одной точки на карте в другую, если он захочет отправиться в места, которые уже посетил.

### Повествование и дополнительная активность

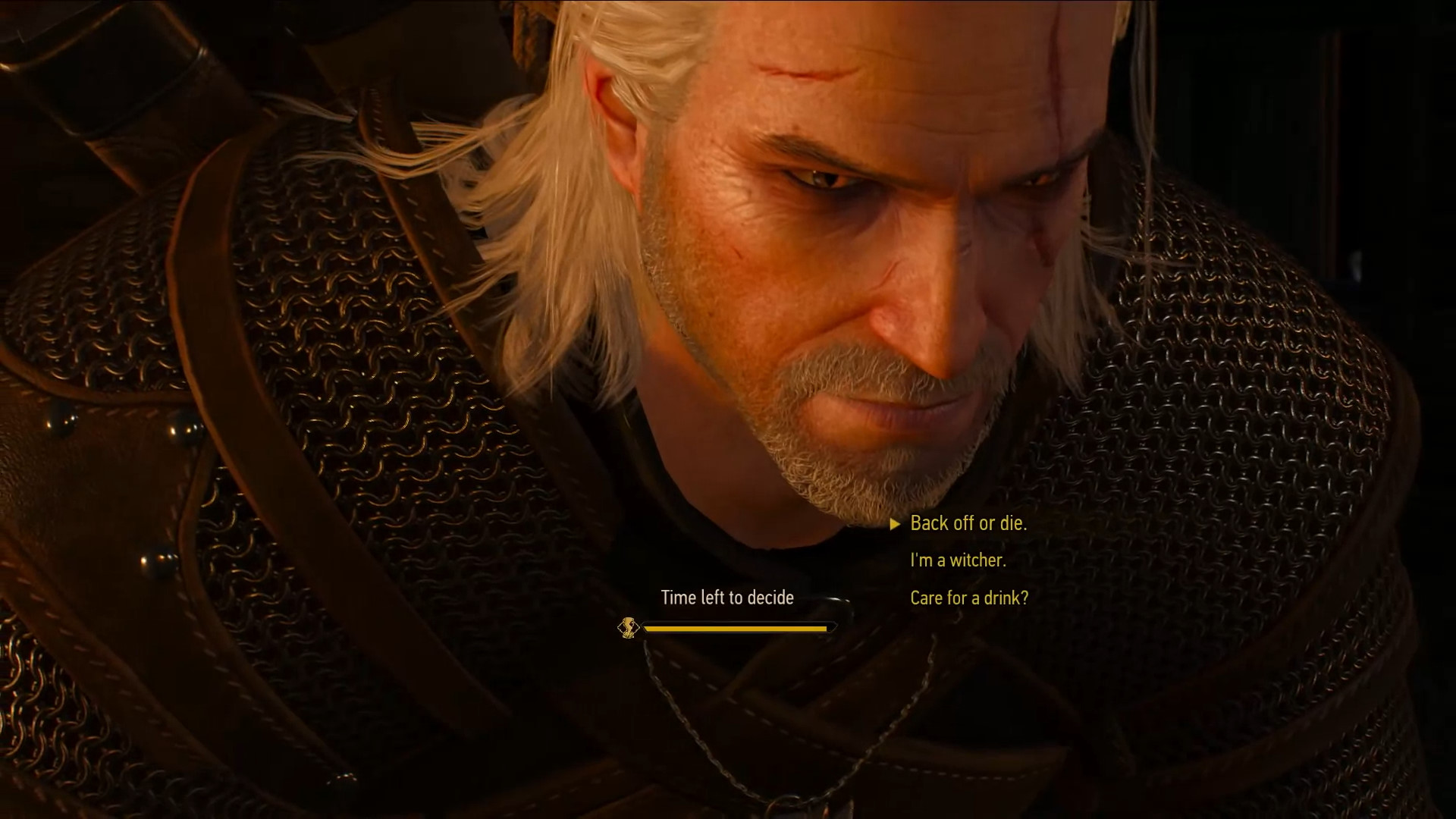
На протяжении игры, Геральту придется выбирать между вариантами действий, которые могут повлиять на ход выполнения заданий, судьбу персонажей и концовку игры.

В игре повествование не разделяется на отдельные главы, а представляет собой непрерывный сюжет, более адаптированный к структуре открытого мира. Игра подчёркивает влияние решений игрока на повествование. Выбирая из нескольких вариантов, таких как использование мирного или насильственного пути для выхода из определённых ситуаций, игрок формирует позитивные или негативные последствия своих действий, а также движется к одной из 36 возможных концовок игры, которая будет связана с его выбором на протяжении прохождения. Квесты будут выполняться по мере продвижения игрока: миссия может включать неигрового персонажа (NPC), который даёт указание Геральту найти пропавшего человека, но если Геральт уже встречался и общался с этим человеком, то следующие шаги квеста будут адаптированы и будут учитывать то, что игрок уже сделал. То же самое относится и к получению определённых необходимых для выполнения квеста предметов, таких как квест «Заказ: Лихо у колодца», где Геральту поручается извлечь обручальное кольцо из колодца. В большинстве RPG колодец будет запечатан до начала квеста, чтобы избежать непоследовательности в случае, если игрок попытается попасть туда раньше, но команда CD Projekt RED вместо этого подготовила дополнительные разветвления квеста в случае, если Геральт найдёт кольцо до того, как ему будет дано указание отправиться на его поиски. Во время определённых сюжетных квестов игрок управляет приёмной дочерью Геральта, Цири, имея возможность использовать её умение телепортироваться. Такие фрагменты обычно краткосрочны и представляют собой либо повествование о том, что происходило с Цири незадолго до событий игры, либо обычное сюжетное действие «в реальном времени», не отличающееся от остального игрового процесса ничем, кроме того, что игра ведётся от лица Цири.
По мере того как игрок исследует карту игры, на ней появляются вопросительные знаки — гнёзда чудовищ, спрятанные сокровища и бандитские лагеря, — которые остаются скрытыми до прибытия Геральта на место. Большинство из них расположены в стороне от проторённых путей и от мест, к которым привязаны основные квесты, что предлагает игроку проявить инициативу и изучить карту целиком. Геральт всегда может найти работу, изучив записки на досках объявлений в населённых пунктах, где жители размещают свои обращения и просьбы.
С течением игровых дней борода Геральта растёт, и её можно подстричь, отправившись в одну из парикмахерских, расположенных в городах.
Кроме того, игрок имеет возможность играть с NPC в гвинт — карточную игру, упомянутую в книжной саге как изначально созданную краснолюдами. По мере того как игрок одерживает победы, он может собрать несколько колод карт, выполненных на основе вселенной «Ведьмака»; заключительная, пятая колода добавляется в дополнении «Кровь и вино». Если карта привязана к квесту, который можно выполнить в ограниченный период времени, игра следит за тем, чтобы эту карту можно было найти. Так, Геральт предупреждает учёного, с которым встречается в прологе в Белом Саду, что того могут ограбить из-за обуви, если он продолжит свой путь; оказавшись в Велене, игрок может найти его труп, висящий на дереве и лишённый обуви, а вещи учёного, включая уникальную карту для гвинта, будут валяться в траве под деревом.

### Игровой мир

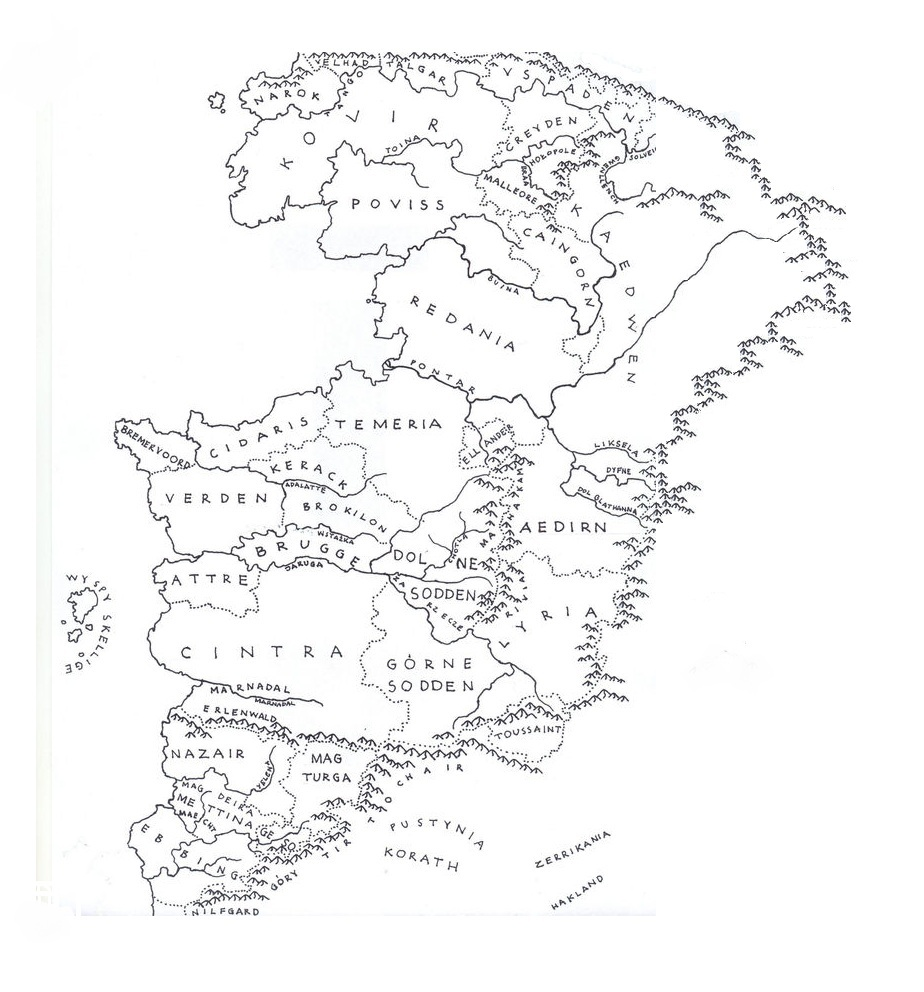
В игре можно исследовать некоторые районы Редании и часть Темерии (в центре), Скеллиге (на западе), Каэдвен (на северо-востоке) и Туссент (на юго-востоке). Из территорий, доступных к исследованию во время игры, Темерии де-юре принадлежат Белый Сад, Велен и Вызима, хотя де-факто Велен независим, а Белый Сад и Вызима оккупированы Нильфгаардом. В одной из концовок эти территории возвращаются под контроль Темерии. На территории Каэдвена расположена крепость ведьмаков Каэр Морхен. Другие его районы в игре посетить невозможно. Посетить Туссент возможно, только если у игрока активировано дополнение «Кровь и вино»

«Ведьмак 3: Дикая Охота» выделяется на фоне предыдущих частей серии и многих других игр того же жанра большими размерами игрового мира: в то время как первые две части предлагали игроку «полуоткрытый» мир, разделённый на небольшие области с чётко определёнными границами, действие «Ведьмака 3» происходит в полностью открытом мире, который игрок может свободно исследовать. Игра позволяет посетить несколько регионов мира «Ведьмака», в том числе две крупнейшие зоны — одна из них представляет город Новиград с окрестностями и «ничейную землю» Велен, другая — состоящий из нескольких островов архипелаг Скеллиге. Окрестности Новиграда занимают около 72 км², Скеллиге — 64 км². В игре также доступны некоторые другие, меньшие по размерам области: деревня Белый Сад, императорский дворец в городе Вызиме и замок ведьмаков Каэр Морхен. Дополнение «Кровь и вино» добавляет в игру ещё одну большую зону — княжество Туссент (пол. и англ. Toussaint), по площади примерно равное всем островам Скеллиге вместе взятым. Открытый мир «Ведьмака 3» намного превосходит по площади миры других выходивших в те же годы крупнобюджетных игр с значительными по размеру игровыми картами, таких как Grand Theft Auto V (81 км²), Far Cry 4 (46 км²), Red Dead Redemption (41 км²), The Elder Scrolls V: Skyrim (39 км²) и Grand Theft Auto: San Andreas (36 км²).
Открытый мир представляет различные экосистемы, для которых разработчики искали вдохновение в реальных пейзажах, особенно в типичных панорамах Северной Европы. Руководитель CD Projekt RED Марчин Ивиньский заявлял, что студия «впервые в истории RPG» изображала средневековую сельскую Польшу, в том числе местную архитектуру; такие же здания и сооружения, как в игре, можно увидеть в этнографическом музее, воспроизводящем старинную польскую деревню. При создании зданий разработчики руководствовались историческими трактатами об архитектуре Центральной и Восточной Европы. Созданием интерьеров домов занимались дизайнеры уровней, которые должны были спроектировать их за две недели; они конкурировали за создание лучшего интерьера, воссоздавая большую часть домашнего убранства (полки, столы с посудой и т. д.). Однако далеко не каждое место качественно детализировано: каждое место создаётся только с учётом его связности с геймплеем и важностью для дизайна уровня.
- Ничейная земля Велен, описываемая в игре лаконично и красноречиво — «отчаяние, голод и безнадёжность» — в значительной степени напоминает польскую сельскую местность, богатую лесами и болотами. Её деревни и замки также отсылают к таковым в Польше[40]. Марчин Ивиньский в интервью называл Велен «славянской землёй»[38]. Именно для того, чтобы мгновенно отразить эту мрачную атмосферу, игроку дают начать свой путь по этому региону с попадания под дерево висельников[24].
- Крепость Каэр Морхен, твердыня ведьмаков, уже была смоделирована в первой части, поэтому разработчики использовали свои предыдущие наработки[24].
- Новиград, возможно, берёт свой образ от старой Варшавы, которая была разрушена войной, а затем восстановлена[41]; также в качестве источника вдохновения при его создании могли послужить портовые города Амстердам и Гданьск[38].

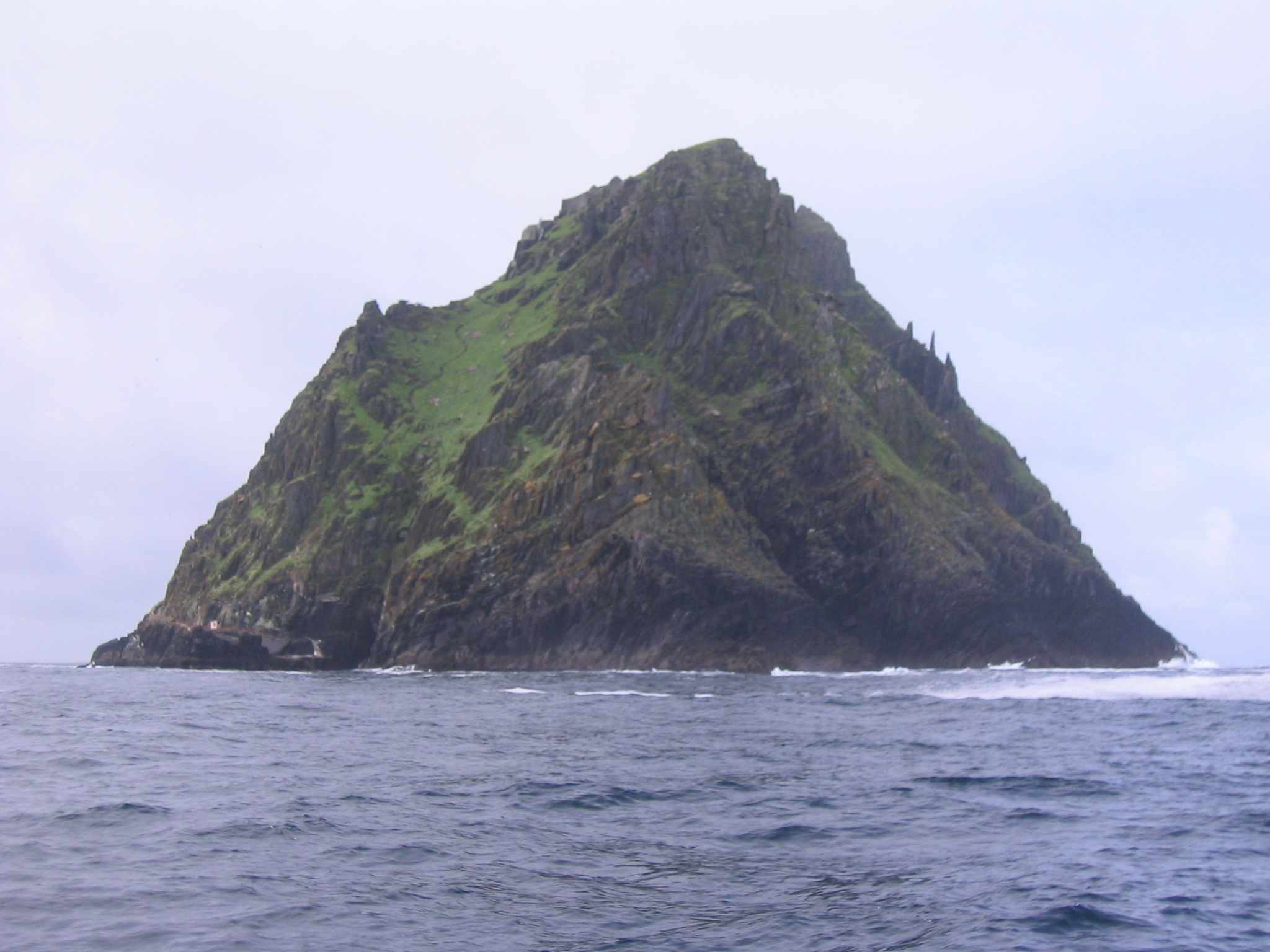
Возможно, архипелаг Скеллиге много позаимствовал у ирландского острова Скеллиг-Майкл, начиная с названия

- Архипелаг Скеллиге имеет сильное сходство со Скандинавией[38], но также вдохновлён Ирландией и Шотландией[24] и берёт своё название от островов Скеллиг[43]; некоторые квесты построены на основе гэльского национального фольклора, а местные персонажи в английской озвучке имеют ирландский акцент[42]. Названия кланов Скеллиге, представленных в игре, являются производными от ирландских слов: «ан Крайт» (пол. и англ. an Craite) означает «преследователи», а «Тиршах» (пол. и англ. Tuirseach) — «утомлённые». Однако местная архитектура и религиозные верования ближе к архитектуре и верованиям викингов. По словам Киана Махера с портала Eurogamer, дискриминация, которой подвергаются жители Скеллиге со стороны Северных королевств, также отражает стереотипы, связанные с ирландцами, которых ассоциируют с пьянством и беззаботностью[43].
- Княжество Туссент, добавленное в дополнении «Кровь и вино», несколько раз упоминается в книгах Сапковского, но скудность его описания оставила множество возможностей для ландшафтных дизайнеров CD Projekt. Регион создан в отрыве от славянской мифологии и представляет собой солнечную роскошь на основе образов с юга Франции и Италии; в дизайне также присутствуют явные сказочные тона[44]. Туссент отличается от других территорий, по которым путешествует Геральт, мягкой погодой и царящей там жизнерадостностью. Дизайнеры использовали некоторые упомянутые в книгах места, чтобы сориентироваться в составлении карт улиц столицы Туссента, города Боклер (пол. и англ. Beauclair): гору Горгону, с которой открывается вид на зелёные долины герцогства, расположенный на склонах дворец, а также храм[45]. Акцент на вертикальном расслоении показывает отличия Боклера от другого крупного города — Новиграда: от порта и более бедных нижних районов до буржуазных домов и замка, расположенного на склоне холма[45]; районы с очень чётко выраженной атмосферой и видимой высотой над уровнем моря делают Боклер местом настоящей туристической панорамы, которой можно любоваться издалека. Из столицы расходятся извилистые дороги, которые пересекают сельскую местность и идут дальше, к другим местным достопримечательностям[44]. Для отображения каждой детали города требуются огромные ресурсы и применяются многочисленные трюки, которые усложняют видимость горизонта: итерационно поднимается высота зданий, добавляются арки, рыночные палатки и другие конструкции, нужные, чтобы уменьшить линию обзора и не дать игровому движку потратить слишком много памяти на отображение удалённых панорам[45].

Растительность воспроизводится в деталях: например, есть растения, характерные для конкретной области рельефа и конкретного освещения. Их появление не случайно и зависит от близости ручья или обрабатываемого поля, что усиливает погружение игрока. Некоторые растения встречаются только под водой или на горных вершинах, точно так же, как грифоны видны только на большой высоте, а накеры незаметны под лесным покровом. Присутствие и численность чудовищ также варьируется в зависимости от времени суток, поскольку от этого зависит их жизненный цикл. Значительное внимание уделяется такой детали, как состав лесной подстилки и травы: он меняется в зависимости от интенсивности солнечного освещения. Детальность проработки видна на рукотворных пейзажах, например, в полях Новиграда с их разрозненными пространствами, или в сельской местности Туссента, где можно увидеть упорядоченные ряды виноградных лоз, а также поля подсолнечника. Туссент особенно близок по стилю к средиземноморским регионам, влияние которых ощущается, в частности, во множестве виноградников, оливковых деревьев и плюща на зданиях. В то же время пышная растительность к востоку от Новиграда позволяет некоторым персонажам использовать её в качестве убежища, что перекликается с образом жизни бойцов сопротивления во время польского восстания 1863—1864 годов.

## Сюжет

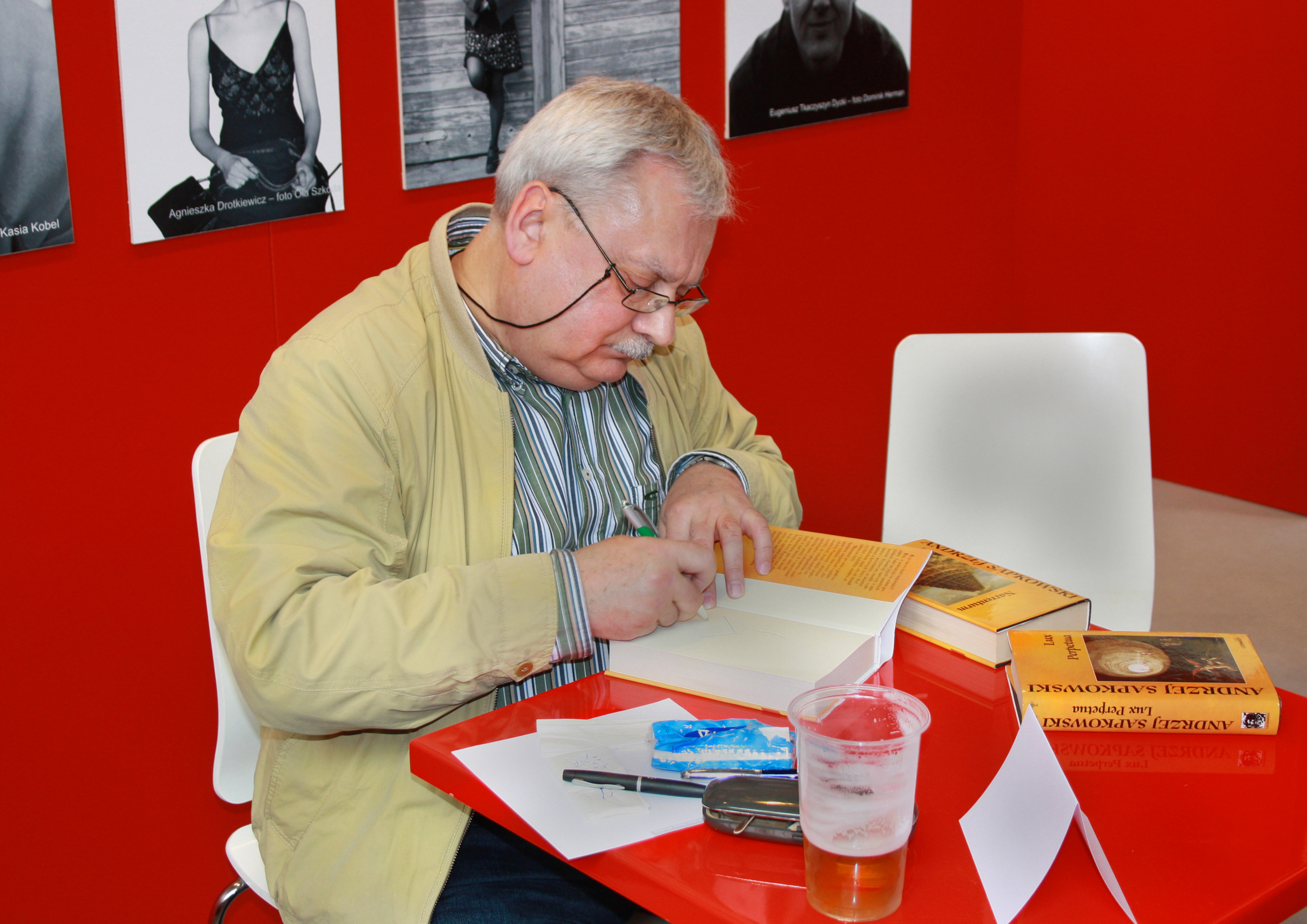
Автор книжной серии «Ведьмак» Анджей Сапковский на ярмарке книг в Праге в 2010 году

«Ведьмак 3: Дикая Охота» завершает историю о ведьмаке Геральте из Ривии, начатую в книгах Анджея Сапковского и двух предыдущих играх — «Ведьмак» и «Ведьмак 2: Убийцы королей». Три игровых произведения, однако, представляют собой повествовательную линию, от которой польский автор открещивается: он рассматривает их не как продолжение или альтернативное развитие, а как свободную адаптацию своих книг, утверждая, что он единственный имеет право на определение канона.

### Вселенная и персонажи
Действие игры происходит на Большой земле — фантастическом мире, окружённом параллельными измерениями и безмерными вселенными, в которых бок о бок живут люди, эльфы, краснолюды и множество видов чудовищ, хотя нелюди (представители любых рас, кроме человеческой) регулярно сталкиваются с гонениями. На момент событий игры Большая земля является свидетелем масштабной войны между Нильфгаардом, государством на юге во главе с императором Эмгыром вар Эмрейсом, и Реданией, государством на севере, которым правит король Радовид V. Главный герой посещает в течение игры множество мест, имеющих различную атмосферу: богатые города Новиград и Оксенфурт; опустошённые просторы «ничейной земли» Велен и болота на её юге; императорскую резиденцию в столице Темерии, Вызиме; архипелаг Скеллиге, имеющий отчётливые черты государств викингов, и ведьмачью крепость Каэр Морхен.
Главный герой — Геральт из Ривии — ведьмак, охотник на чудовищ, наделённый необычайными способностями, подвергнутый генетическим мутациям и с детства проходивший интенсивные тренировки. Геральт предлагает свои услуги, полагаясь на способности в слежке, бое и магии. Ему помогают две могущественные чародейки, его возлюбленная Йеннифэр из Венгерберга и его подруга Трисс Меригольд, а также бард Лютик, краснолюд Золтан Хивай и наставник Геральта, старый ведьмак Весемир. Несколькими годами ранее приёмная дочь Геральта и Йеннифэр, Цири, биологическая дочь императора Эмгыра вар Эмрейса, исчезла при попытке спастись от Дикой Охоты, загадочных призрачных воинов из другого измерения. Её повторное появление всполошило Большую землю.

### Сценарий
После событий второй части бушует война между Нильфгаардской империей и тем, что осталось от Северных королевств. Геральт из Ривии узнаёт, что его пропавшая приёмная дочь Цири впервые была замечена после многих лет блужданий между мирами; но, как сообщается, её преследует Дикая Охота (пол. Dziki Gon, англ. Wild Hunt) — мистический отряд призрачных всадников, предвестник войны, болезней и конца света. Помогая, среди прочих союзников, своей подруге Трисс Меригольд и своей давней возлюбленной Йеннифэр из Венгерберга, Геральт отправляется на поиски Цири.

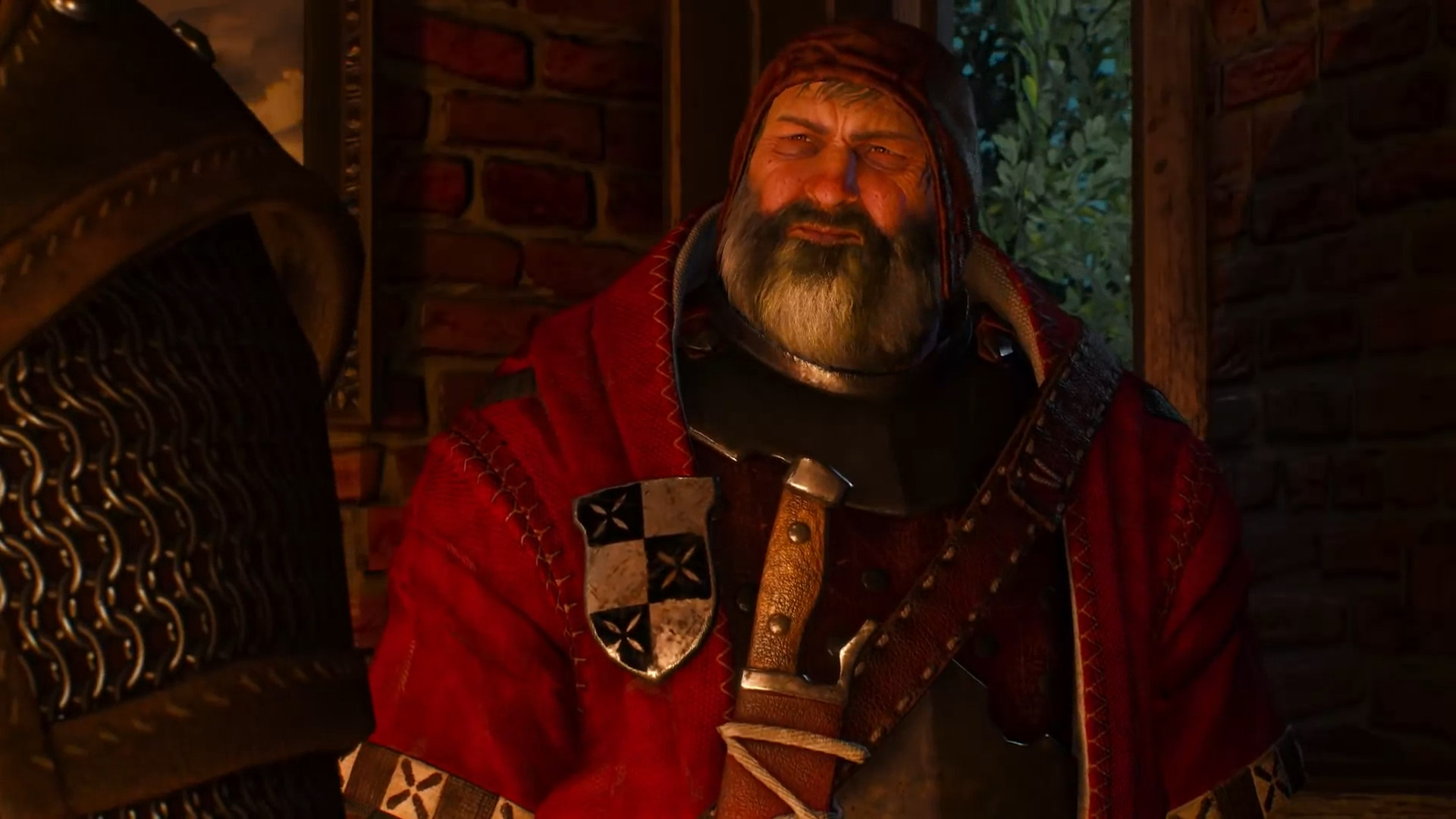
Кровавый Барон

Первый этап его путешествия начинается в раздираемой войной деревне Белый Сад (пол. Biały Sad, англ. White Orchard), где Геральт останавливается, чтобы встретиться с Йеннифэр. Теперь она работает на императора Нильфгаарда и биологического отца Цири Эмгыра вар Эмрейса, который через Йеннифэр вызывает Геральта в Вызиму (пол. Wyzima, англ. Vizima), чтобы поручить ему найти дочь. В последний раз её видели в бедной болотистой местности Велен (пол. и англ. Velen), во Вроницах, крепости Кровавого Барона, самозваного владыки Велена и по совместительству императорского наместника. Барон, втянутый в семейные проблемы, поначалу отказывается помогать Геральту, однако старая знакомая ведьмака, чародейка Кейра Мец сообщает, что кто-то другой был в Велене, разыскивая Цири, а именно — эльфийский маг по имени Аваллак’х, и теперь только Хозяйки Леса, ведьмы, которые обитают на Кривоуховых топях, смогут рассказать Геральту больше. Три ведьмы рассказывают, что держали Цири под стражей, чтобы доставить её Дикой Охоте, но девушке удалось вырваться. С этим открытием ведьмак возвращается к барону и сообщает о его пропавшей жене Анне, которая теперь служит Хозяйкам; в ответ барон рассказывает, что Цири, с которой он сдружился, отправилась в Новиград (пол. и англ. Novigrad), крупный портовый город, являющийся самым большим городом мира.
Идя по следу Цири, Геральт обнаруживает, что в Новиграде начала орудовать Церковь Вечного Огня — жестокая религиозная организация, которая приступила к «очищению города от грешников». Там он встречает свою бывшую возлюбленную и подругу Трисс Меригольд, скрывающуюся от Церкви. Она рассказывает ему, что с Цири виделся их общий друг Лютик. Геральт спасает барда от нескольких преступных группировок города, перемещаясь между зонами влияния таких бандитов, как Ублюдок Младший, Тесак и Король Нищих; там он встречается со многими персонажами из своих предыдущих приключений: бывшим шпионом — а ныне партизаном — Верноном Роше, его другом-краснолюдом Золтаном, который стал смотрителем корчмы, и скрытным Сигизмундом Дийкстрой, который планирует заговор против самых высоких сфер власти и предлагает Геральту присоединиться к нему, чтобы свергнуть короля Радовида. Лютик рассказывает ведьмаку, что Цири телепортировалась на архипелаг Скеллиге (пол. и англ. Skellige). Прежде чем покинуть материк, Геральт может помочь Трисс и другим чародеям бежать из города — это решение повлияет на концовку. Затем Геральт отправляется на Скеллиге, где воссоединяется с Йеннифэр, чтобы расследовать странный магический взрыв, возможно, связанный с Цири. Архипелаг в смятении, потому что король Бран умер, и вопрос о его преемнике вызывает затруднения; в качестве претендента на трон Геральт может поддержать одного из детей ярла Краха ан Крайта — Хьялмара или Керис, либо никого из них. Местный житель, который помог Цири, найден мёртвым, но Йеннифэр использует некромантию — запрещённую магическую технику, позволяющую оживить мёртвого человека, и им с Геральтом удаётся отследить путь девушки до деревни Лофотен на острове Хиндарсфьялль, на которую только что напала Дикая Охота. Глава заканчивается, когда двое влюблённых, у которых за это время появляется возможность разжечь вновь или прекратить свою любовную связь, обнаруживают во Вроницах, имении Кровавого Барона, маленькое, хрупкое существо по имени Ума, имеющее гиперболизированно уродливый вид; оно остаётся их последней подсказкой к тому, чтобы найти Цири.
Они везут Уму в крепость ведьмаков Каэр Морхен (пол. и англ. Kaer Morhen), ныне пришедшую в упадок; в ней живёт лишь наставник ведьмаков Весемир. Геральт встречает двух других ведьмаков — Ламберта и Эскеля, которые соглашаются присоединиться к ним в их борьбе против Дикой Охоты. Йеннифэр удаётся снять проклятие с Умы; оказывается, в теле существа был заперт знаменитый Аваллак’х — эльфийский чародей и Знающий Aen Elle — одной из эльфийских подрас, обитающих в других мирах, — который искал Цири. Он рассказывает, что ему удалось встретиться с девушкой, но чтобы спастись от Дикой Охоты после нападения в Лофотене, пришлось телепортировать её на заколдованный Остров Туманов, на который невозможно попасть обычным путём. Геральт отправляется по следу своей приёмной дочери в последний раз; на таинственном острове он находит Цири в состоянии анабиоза, из которого та выходит с помощью артефакта, переданного Геральту Аваллак’хом. Тем временем его союзники собираются в Каэр Морхене, чтобы подготовиться к битве с Дикой Охотой, которая, как им известно, идёт по их следам. После трогательной встречи со своим приёмным отцом Цири рассказывает, что Эредин, король Дикой Охоты, на самом деле пытается завоевать Большую землю, чтобы спастись из своего собственного мира, которому угрожает Белый Хлад — мистическая разрушительная сила, которая поочерёдно уничтожает каждый мир в игровой вселенной, оставляя после себя ледяные пустоши и делая миры непригодными для жизни. Эльфийская пророчица Итлина давным-давно предсказала, как остановить это явление, поэтому Эредин хочет получить в свои руки Цири, чьи исключительные способности обеспечат его выживание. Преследуемые ордой, Геральт и Цири телепортируются обратно в Каэр Морхен, где происходит недолгая встреча с Йеннифэр и Весемиром. Вскоре после этого Дикая Охота прибывает к воротам крепости.

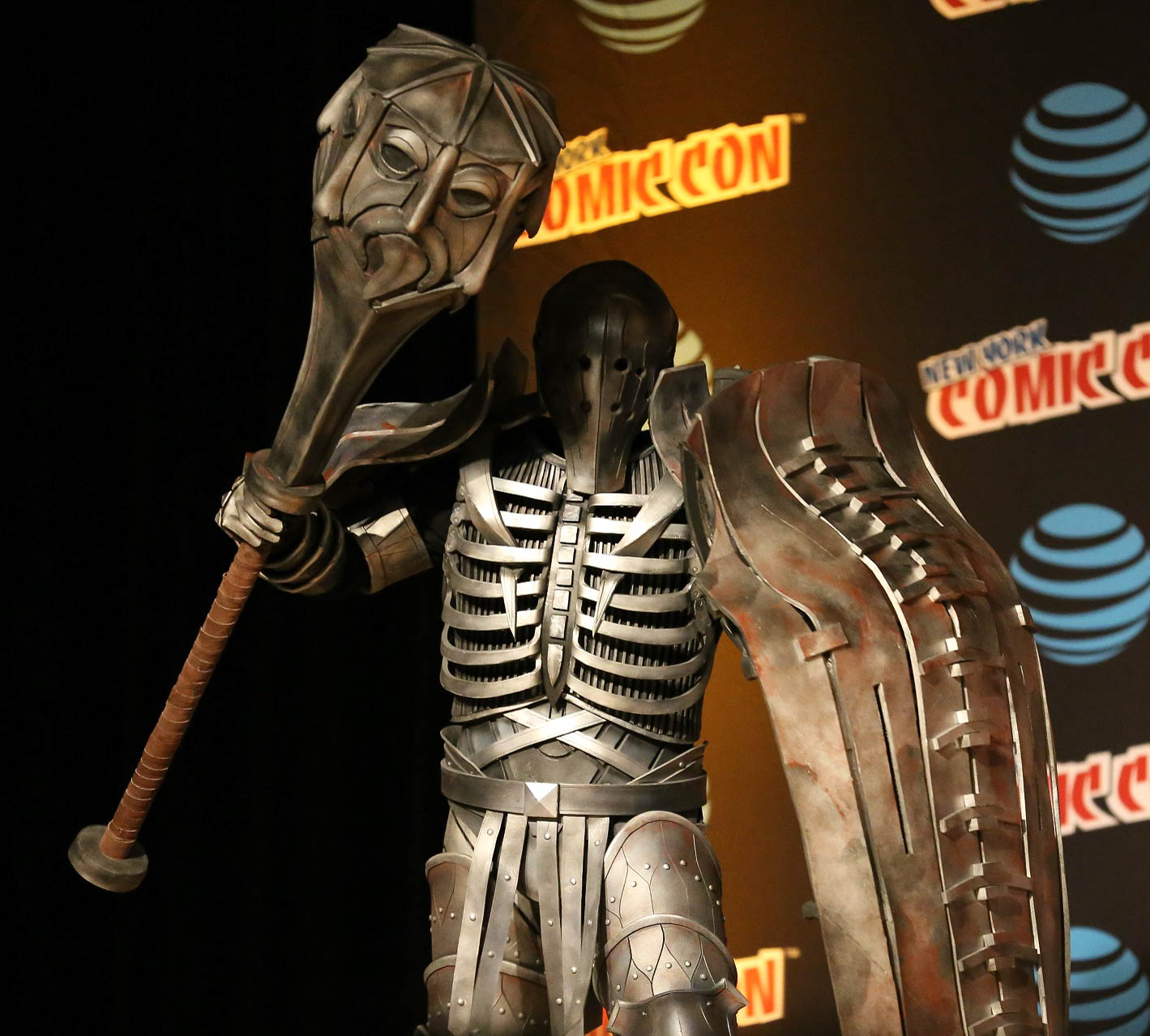
Статуя персонажа Имлериха, выставленная на выставке комиксов New York Comic Con в 2016 году

Нападение Дикой Охоты едва удаётся отбить благодаря силам Цири, но Весемир погибает, защищая девушку. Увидев погребальный костёр последнего жителя Каэр Морхена, предвещающий мрачное будущее ведьмаков, Геральт и Цири отправляются на Кривоуховы топи, где мстят за Весемира: Геральт встречает и убивает Имлериха, полководца Эредина, в то время как Цири убивает двух Ведьм с Кривоуховых топей, однако третья сбегает, успев украсть медальон Весемира, который хранила Цири. Чтобы нанести ответный удар Дикой Охоте, Геральт получает в свои руки незаменимый артефакт — Солнечный Камень, Йеннифэр пытается воссоединить Ложу чародеек — на момент игровых событий несуществующую могущественную организацию, в которую входили чародеи всего мира; вместе с Трисс она убеждает Филиппу Эйльхарт и Маргариту Ло-Антиль — одних из самых могущественных чародеек в мире — присоединиться к ним. Что касается Цири, то исследование, проведённое в лаборатории Аваллак’ха, позволяет ей узнать больше о том, какой именно интерес эльфы проявляют к ней, и получить поддержку Ге’эльса, эльфа, некогда преданного Эредину.
На островах Скеллиге начинается последняя битва против Дикой Охоты. Цири и Геральт побеждают последнего полководца Эредина, навигатора и штатного чародея Карантира, Геральт получает неожиданную помощь от войск императора Эмгыра и от Краха ан Крайта, который погибает, пытаясь убить Эредина. Битва Геральта и Эредина заканчивается поражением Короля Дикой Охоты. В агонии тот намекает, что Аваллак’х манипулировал и им, и Геральтом, и судьба Цири находится в его руках. Для того, чтобы покончить с Белым Хладом, у Цири нет иного выбора, кроме как пожертвовать собой и войти в портал древней эльфийской башни на скеллигском острове Ундвик.

#### Концовки

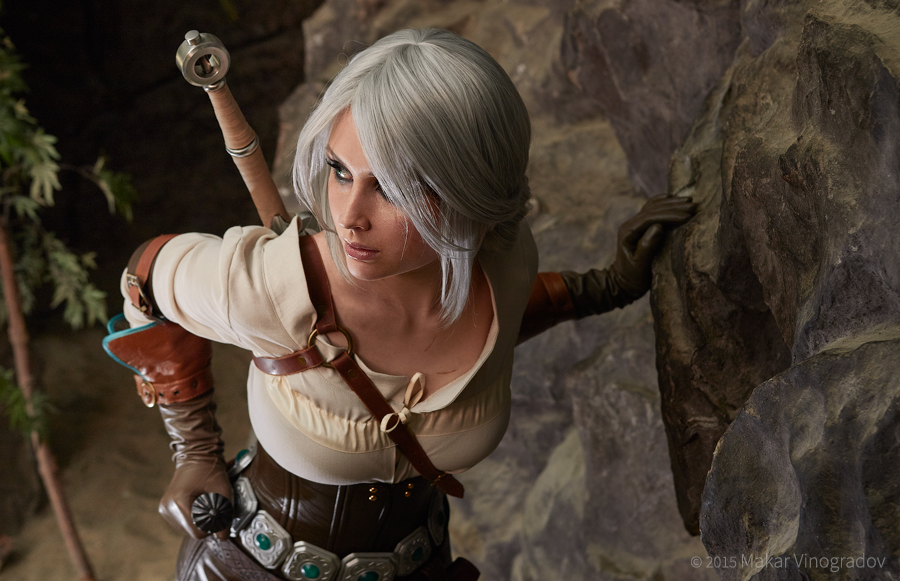
Косплей на персонажа Цири

Игра завершается одной из трёх возможных концовок, в зависимости от того, как развивались взаимоотношения Геральта и Цири в ходе сюжета. Эти концовки представляют собой отдельные интерактивные задания, в которых игрок управляет Геральтом так же, как и ранее:
- Цири выживает и становится императрицей: Геральт и его друзья находятся в Белом Саду несколько месяцев спустя — на этот раз деревня засыпана снегом. Геральт гуляет с Цири по окрестностям и пытается её развлечь, но Цири невнимательно слушает его и ведёт себя странно. По возвращении в деревню они видят нильфгаардских солдат, и Цири сообщает ведьмаку, что решила отправиться в Нильфгаард и занять императорский престол, как этого и хотел Эмгыр. Они прощаются — Цири уезжает с нильфгаардцами, а Геральт возвращается к друзьям[53].
- Цири выживает и становится ведьмачкой: Геральт посещает императора Эмгыра в Вызиме, чтобы сообщить ему, что Цири мертва и можно прекратить её поиски. Он возвращается в деревню Белый Сад, где началась игра, и покупает у мастера-оружейника замечательный ведьмачий меч. В корчме Геральт находит Цири, которая благополучно вернулась из Белого Хлада и решила избрать путь ведьмачки, и дарит ей меч. Цири с Геральтом отправляются на поиски приключений[53].
- Цири не возвращается из Белого Хлада: убитый горем Геральт возвращается на веленские болота, чтобы бросить вызов последней выжившей из Хозяек Леса, Пряхе — она похитила у Цири медальон Весемира. Геральт убивает Пряху, но перед смертью ведьма предупреждает его, что ведьмак не выберется с болот живым. Геральт находит медальон — последнее напоминание и о Весемире, и о Цири — и остаётся наедине с самим собой в доме Хозяек, к которому со всех сторон подбираются чудовища; судьба героя в этом случае остаётся неопределённой[53].

Перед заключительными титрами Лютик, выступающий в качестве рассказчика, сообщает об итогах игры: остался ли Геральт в одиночестве или жил долго и счастливо с Йеннифэр или Трисс (при «плохой» концовке о Геральте не говорится ни слова); кто стал правителем Северных королевств и какова была судьба императора Эмгыра; как новый король Скеллиге — кем бы он ни был — распорядился полученной властью. У отдельных сюжетных линий в игре также есть «мини-концовки», проигрываемые после завершения соответствующих заданий и оформленные в том же духе. В игре предусмотрены 36 различных состояний мира, к которым могут привести действия игрока. После титров игрок может продолжить игру и свободно путешествовать по миру, хотя сюжетные задания и связанные с ними персонажи будут ему недоступны.

## История создания

### Разработка

#### Амбиции и цели
После успеха «Ведьмак» (2007) и «Ведьмак 2: Убийцы королей» (2011) как на внутреннем, так и на внешнем рынке, целью CD Projekt RED стало создание игры, которая бы конкурировала с играми таких крупных студий, как Square Enix или BioWare, а также превращение «европейского RPG» в жанр, который пользовался бы таким же уважением, как японские (Final Fantasy, Dragon Quest) или канадско-американские ролевые игры (The Elder Scrolls, Dragon Age). Таким образом, желание создать «Ведьмак 3» у студии появилось очень рано, и первоначальный план состоял в том, чтобы начать разработку третьей части одновременно со второй, в 2008 году, но неудача с портированием на консоли невышедшей игры, получившей название The Witcher: Rise of the White Wolf, на некоторое время ознаменовала конец планам о создании «Ведьмака 3». Летом 2011 года Конрад Томашкевич, который был тестировщиком в команде первой игры и отвечал за квесты во второй, был назначен директором третьей части. Для того чтобы игра выделялась на фоне гигантов жанра, он решил, что особые усилия при разработке должны быть сосредоточены на размере игровой карты и свободе исследования. В CD Projekt Red, однако, эти идеи были встречены с опаской большинством сотрудников, так как студия на тот момент только выходила из длительного периода сверхурочной работы, вызванного разработкой предыдущей игры. Кроме того, у студии до сих пор не было возможности протестировать свою новую игру на актуальных консолях (PlayStation 4 и Xbox One), что позволило бы обозначить круг возможностей, предоставляемых ими.
В игре используется игровой движок REDengine 3, разработанный самой студией CD Projekt RED специально для создания нелинейных ролевых игр с открытым миром. Движок был официально представлен публике 1 февраля 2013 года.

#### Создание квестов и сюжетных линий
Вскоре после постановки целей были установлены основы будущей игры: игроку снова предлагалось играть за Геральта, а главным антагонистом стала Дикая Охота, мистическая сущность, взятая из скандинавской мифологии; игрок сможет свободно перемещаться между тремя зонами с очень разным микроклиматом: Веленом, бедным, опустошённым войной болотистым регионом, большим и роскошным городом Новиградом и архипелагом Скеллиге, вдохновлённым Скандинавией. Также было решено, что каждый враг, с которым столкнётся игрок, будь то человек, зверь или чудовище, будет иметь заранее определённый уровень, с которым игрок сможет сравнить уровень своего персонажа; однако этот выбор заставил студию сделать повествование более линейным, чтобы избежать попадания новичка на слишком сложные задания с самого начала: манера продвижения основной сюжетной линии отражает этот выбор.
После определения основных принципов студия приступила к непосредственной разработке игры. Команда создателей пришла к соглашению, что в игре не должно быть автоматически сгенерированных во имя наполнения контентом однообразных заданий. Каждое задание тщательно проектировалось дизайнером уровней, и именно этот новый контент диктовал организацию игрового мира, а не наоборот. Контент был распределён, чтобы заполнить огромный игровой мир, гарантируя, что игрок не сможет перемещаться более 40 секунд без появления в его поле зрения какого-либо события, например, встречи со стадом оленей. Каждый сотрудник студии мог предложить квест, при условии, что он не требует больше возможностей, чем располагает игра, и не включает более пятнадцати строк диалогов. На квесты было наложено ограничение в 250 строк диалогов, что потребовало сделать каждую строку максимально содержательной. Время в пути по игровому миру тщательно измерялось, так как скорость перемещения была слишком низкой на ранних стадиях разработки. В определённый момент поездка на лодке от острова Ард Скеллиг до одного из соседних островов могла занять 25—45 минут.
Разработчики ставили целью создать такую игру, которая бы понравилась сразу двум регионам потребителей с очень разными привычками: с одной стороны, Восточной Европе, где игроки привыкли к «хардкорным» игровым ощущениям и готовы к тщательному изучению игровой механики, прежде чем понять её; и, с другой стороны, США, в которых CD Projekt хотелось добиться большего охвата, где пользователи в большинстве любят простое и практически мгновенное обучение и упрощённый интерфейс пользователя.

#### Графика
По словам главного художника по созданию персонажей Павла Мельничука, при разработке трёхмерных моделей персонажей художники CD Projekt RED использовали иные методы, чем во времена работы над первой игрой серии, когда сначала создавались низкополигональные модели с невысокой детализацией, а затем для них в Adobe Photoshop рисовали карты нормалей. При работе над игрой «Ведьмак 3: Дикая Охота», наоборот, сначала с помощью ZBrush создавались детализированные модели персонажей с большим количеством полигонов, что занимало две-три недели работы художника в зависимости от сложности модели. Потом на основе таких детальных моделей создавались низкополигональные модели, используемые в игре. Для главных героев создавались сразу целые модели, тогда как для второстепенных персонажей было создано большое количество отдельных частей — торсов, рук, ног, голов, причёсок и тому подобного, которые комбинировались по мере надобности. Большие мощности компьютеров позволили использовать большее количество вершин и более сложные скелеты для трёхмерных моделей. Для каждого вида чудовищ, с которыми сражается Геральт, отдельно разрабатывались модели, скелеты, анимация и программы поведения. «Ведьмак 3: Дикая Охота» является первой игрой в серии, где присутствуют по-настоящему летающие, то есть свободно передвигающиеся в трёх измерениях противники; в предыдущей игре крылатые враги парили над землёй, просто используя необычную анимацию ходьбы — это не был настоящий полёт.
«Ведьмак 3: Дикая Охота» использует интегрированный инструментарий Nvidia GameWorks компании Nvidia для создания некоторых визуальных и физических эффектов, в частности, для изображения реалистичных волос, травы, тканей и шерсти чудовищ, теней от объектов; эти эффекты предназначены для самых высоких настроек графики и могут быть отключены игроком. В свою очередь Nvidia использовала модели из игры для демонстрации своих новых технологий: компания опубликовала видео с моделью волка из «Ведьмака 3», имеющую крайне реалистичный мех из 200 тысяч волос. Компания AMD — также производитель графических процессоров и конкурент Nvidia — подвергла критике использование GameWorks в игре, назвав сотрудничество Nvidia с CD Projekt RED «нечистой игрой»: применение технологии Nvidia привело к падению производительности игры на компьютерах с графическими процессорами AMD.
Перед выходом игры в игровой прессе развернулся скандал, связанный с ухудшением игры (в частности, качества графики) по сравнению с первыми демонстрациями игры, и в первую очередь на шоу VGX в 2013 году. Релизная версия игры «Ведьмак 3» содержит менее детализированные модели и текстуры, в ней отличаются освещение и другие графические эффекты. Хотя предполагалось, что версия игры для персональных компьютеров будет более графически совершенной, чем версии для консолей, «Ведьмак 3» для PC и PlayStation 4 визуально мало отличаются друг от друга, кроме частоты кадров. Один из специалистов по визуальным эффектам CD Projekt RED, Жозе Тейшейра, возражал против использования слова «даунгрейд» и предпочитал называть произошедшее с игрой «оптимизацией». Глава студии Адам Бадовский признавал, что в ранних демонстрациях игры использовалась другая система рендеринга, требовавшая «много динамического освещения»; разработчики выбирали между двумя такими системами и в итоге выбрали ту, которая «давала лучшую картинку и днём, и ночью». Марчин Ивиньский, сооснователь CD Projekt RED, в интервью сайту Eurogamer сказал, что показанная на VGX ранняя версия игры была собрана специально для выставки, и многие решения, избранные для неё, были в дальнейшем отброшены из-за необходимости создавать огромный открытый мир. Он также сослался на мультиплатформенность игры, признавая, что графика в «Ведьмаке 3» могла быть лучше, если бы разработчики сосредоточились на какой-то одной платформе, и принёс извинения тем игрокам, которые при покупке игры руководствовались показами и трейлерами 2013 года: «Я глубоко сожалею об этом, и мы обсуждаем то, как можно загладить вину».

#### Озвучивание и кат-сцены
Около 500 актёров озвучивания были привлечены для дубляжа семи локализаций игры на разных языках (включая аутентичную для каждой локализации интерпретацию песни «Wolven Storm», исполняемую персонажем Присциллой). Всего существует пятнадцать локализаций, в том числе семь изначальных (польская, английская, французская, немецкая, русская, японская и бразильская португальская) и восемь добавленных в издании «Игра года» (испанская, южноамериканская испанская, корейская, китайская, чешская, венгерская, арабская и турецкая). При создании китайской и японской локализаций был задействован ограниченный штат актёров, поэтому многие из них озвучивают не только основных персонажей, но и фоновых, таких как городские нищие. Также к озвучке под присмотром родителей привлекались актёры-дети, в связи с чем всегда был риск, что взрослые внезапно прервут сеанс дубляжа, чтобы дети не были шокированы текстом, который они озвучивают. Ещё 15 000 строк диалогов были написаны и озвучены, чтобы оживить неигровых персонажей — сделать так, чтобы они могли говорить, даже когда Геральт не общается с ними.
Привнесение акцента в речь персонажей было тщательно обдуманным решением и учитывает ходы, совершённые в двух предыдущих играх. Таким образом, речи умных, хитрых, коварных сверхъестественных существ, таких как Ведьмы с Кривоуховых топей, придаётся валлийский акцент. Жители Новиграда, крупнейшего города в игровой и литературной вселенной, своего рода «плавильного котла», говорят с лондонским акцентом. Поскольку жителям Каэдвена в «Ведьмак 2: Убийцы королей» уже был дан южноирландский говор, основой для акцента Скеллиге послужил говор североирландских актёров Лиама Нисона и Джеймса Несбитта. Для княжества Туссент, поскольку основные европейские акценты английского, итальянского, французского, немецкого и испанского языков уже были пародированы ранее, был выбран датский язык.
Среди выдающихся актёров, привлечённых к работе по озвучиванию игры, был киноактёр Чарльз Дэнс, известный своим изображением строгих и властных персонажей, таких как Тайвин Ланнистер из «Игры престолов». В англоязычной версии игры он озвучил нильфгаардского императора Эмгыра вар Эмрейса. Ирландец Аллен Лич, прославившийся своей ролью идеалиста и требовательного слуги в «Аббатстве Даунтон», в той же версии озвучивал островитянина Хьялмара ан Крайта.
В «Ведьмаке 3» содержится более 2,5 часов кат-сцен и более 35 часов диалогов. В связи с высокой стоимостью создания кат-сцен, которые не подлежат многократному использованию и сугубо узкоспециализированы для одного момента игры (вследствие чего требуют от актёров изображения чётко определённых движений), особое внимание уделялось созданию интерактивных диалогов. Эти диалоги, во время которых игрок определяет продолжение разговора, используют уже созданные шаблоны, не нарушая повествования. Программное обеспечение, используемое на этапе постпроизводства, позволяет изменять диалоговую вставку: растягивать её по длине или ускорять мимику и жесты, предварительно записанные актёрами. Таким образом, на этапе производства были созданы и впоследствии использовались 2400 анимаций, основанных на выражении типичных эмоций и использовании типичных жестов. Такое управление диалогами позволяет синхронизировать дубляж и анимацию персонажей во всех версиях локализации, поскольку продолжительность и время начала каждой анимации связано со звуком, который их сопровождает.
Большую часть времени «камера» управляется вручную, особенно в сценах, где она просто следует за движущимися объектами, но в сценах, где персонажи находятся в неподвижном состоянии, ею управляет программа. На основе звуковых файлов она может выполнить «съёмку» под разным углом в диапазоне 180 градусов. Однако во вступительной сцене с Геральтом и Йеннифэр в Каэр Морхене монтажёры тщательно стараются показать человеческую сторону Геральта: когда он принимает ванну, «камера» не поворачивается вокруг него по классическим правилам, а помещается между его ног, чтобы показать уязвимость.

## Саундтрек

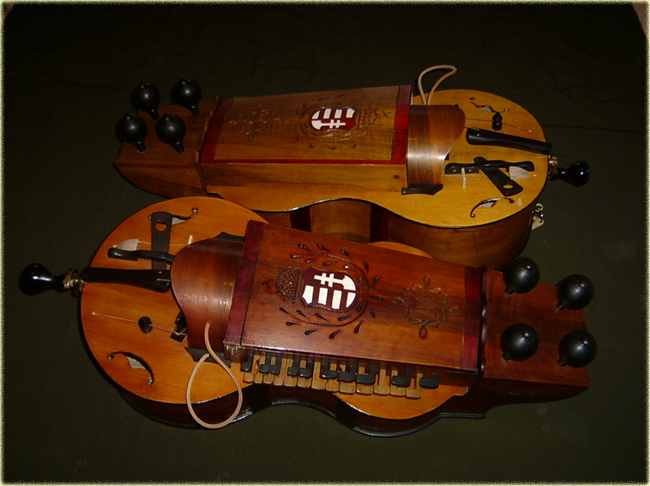
Венгерская колёсная лира